# IGSF11
IGSF11 (англ. Immunoglobulin superfamily member 11) – білок, який кодується однойменним геном, розташованим у людей на 3-й хромосомі. Довжина поліпептидного ланцюга білка становить 431 амінокислот, а молекулярна маса — 46 120.
| 10         |  | 20         |  | 30         |  | 40         |  | 50         |
| ---------- |  | ---------- |  | ---------- |  | ---------- |  | ---------- |
| MTSQRSPLAP |  | LLLLSLHGVA |  | ASLEVSESPG |  | SIQVARGQPA |  | VLPCTFTTSA |
| ALINLNVIWM |  | VTPLSNANQP |  | EQVILYQGGQ |  | MFDGAPRFHG |  | RVGFTGTMPA |
| TNVSIFINNT |  | QLSDTGTYQC |  | LVNNLPDIGG |  | RNIGVTGLTV |  | LVPPSAPHCQ |
| IQGSQDIGSD |  | VILLCSSEEG |  | IPRPTYLWEK |  | LDNTLKLPPT |  | ATQDQVQGTV |
| TIRNISALSS |  | GLYQCVASNA |  | IGTSTCLLDL |  | QVISPQPRNI |  | GLIAGAIGTG |
| AVIIIFCIAL |  | ILGAFFYWRS |  | KNKEEEEEEI |  | PNEIREDDLP |  | PKCSSAKAFH |
| TEISSSDNNT |  | LTSSNAYNSR |  | YWSNNPKVHR |  | NTESVSHFSD |  | LGQSFSFHSG |
| NANIPSIYAN |  | GTHLVPGQHK |  | TLVVTANRGS |  | SPQVMSRSNG |  | SVSRKPRPPH |
| THSYTISHAT |  | LERIGAVPVM |  | VPAQSRAGSL |  | V          |  |            |

A: Аланін

C: Цистеїн

D: Аспарагінова кислота

E: Глутамінова кислота

F: Фенілаланін

G: Гліцин

H: Гістидин

I: Ізолейцин

K: Лізин

L: Лейцин

M: Метіонін

N: Аспарагін

P: Пролін

Q: Глутамін

R: Аргінін

S: Серин

T: Треонін

V: Валін

W: Триптофан

Кодований геном білок за функцією належить до рецепторів. 
Задіяний у таких біологічних процесах, як клітинна адгезія, регуляція росту, альтернативний сплайсинг, метилювання. 
Локалізований у клітинній мембрані, мембрані.